# Саитгареев, Риф Раисович
Риф Раи́сович Саитгаре́ев (тат. Риф Рәис улы Сәетгәрәев), Татарская Стрела (пол. Tatarska Strzała, тат. Татар Угы); 23 августа 1960, Уфа, Башкирская АССР, РСФСР, СССР — 18 июня 1996, Острув-Велькопольский, Польша) — советский и российский спортсмен, спидвейный мотогонщик. Мастер спорта международного класса по мотогонкам. Чемпион России и СССР в командном и личном зачётах, чемпион Европы по спидвею на траве.

## Биография
Родился и стал заниматься спидвеем в Уфе. Первый тренер — Раиль Кавиевич Сафаров. В составе «Башкирии» 5 раз выигрывал КЧ СССР, ещё один раз — в составе львовского СКА. Также дважды выиграл Личный чемпионат СССР и четырежды — ЛЧ РСФСР/России. В 1982 и 1983 гг. вызывался в сборную СССР для выступления на Командном чемпионате мира. За стиль езды он получил прозвище «Татарский стрелок» (тат. «Татар Угы»).
В 1990 г. выиграл Личный чемпионат Европы по спидвею на траве.
С 1994 года выступал в польских командах: «Искра» Острув-Велькопольский, «ЗКЖ» Зелёна-Гура, снова «Искра» Острув-Велькопольский. 6 июня 1996 года в 5 заезде матча «Искры» с «Унией» Лешно (Анджей Шиманьский-Роберт Миколайчак, Павел Ленцкий-Риф Саитгареев) попал в тяжёлую аварию, получив черепно-мозговую травму. Умер через 12 дней в острувской больнице. Похоронен в Уфе на мусульманском кладбище.
В честь спортсмена в Оструве открыта мемориальная доска на стадионе, а также организируется Мемориал Рифа Саитгареева.

## Среднезаездный результат
| Лига  | 1979         | 1980         | 1981         | 1982           | 1983         | 1984         | 1985         | 1986           | 1987         | 1988           | 1989    | 1990      | 1991               | 1992           | 1993           | 1994           | 1995                  | 1996        |
| ----- | ------------ | ------------ | ------------ | -------------- | ------------ | ------------ | ------------ | -------------- | ------------ | -------------- | ------- | --------- | ------------------ | -------------- | -------------- | -------------- | --------------------- | ----------- |
| (ВЛ)/ | ??? Башкирия | ??? Башкирия | ??? Башкирия | 2,330 Башкирия | ??? Башкирия | ??? Башкирия | ??? Башкирия | 2,533 Башкирия | -            | 2,719 Башкирия | -       | 3,971 СКА | 2,734 СКА-Конвейер | 3,000 Башкирия | 2,708 Башкирия | 2,400 Башкирия | 2,536 Лукойл-Башкирия | -           |
| (1Л)  | -            | -            | -            | -              | -            | -            | -            | -              | ??? Башкирия | -              | ??? СКА | -         | -                  | -              | -              | -              | -                     | -           |
| (II)  | -            | -            | -            | -              | -            | -            | -            | -              | -            | -              | -       | -         | -                  | -              | -              | 2,474 Искра    | 2,732 З.-Гура         | 2,638 Искра |

## Достижения
| - Чемпионат СССР/СНГ по спидвею среди юниоров в личном зачёте — 1 место (1981) - Чемпионат СССР/СНГ по спидвею в личном зачёте — 1 место (1982, 1989), 2 место (1988, 1990), 3 место (1981) в командном зачёте — 1 место (1979, 1981, 1982, 1983, 1988, 1991), 2 место (1980, 1984, 1990), 3 место (1985, 1992) - Спартакиада народов СССР в личном зачёте — 2 место (1990) в командном зачёте — 1 место (1983) - Кубок СССР в личном зачёте — 3 место (1981), 1 место (1982, 1989) в парном зачёте — 1 место (1988) - Чемпионат России по спидвею в командном зачёте — 1 место (1993), 2 место (1995) в личном зачёте — 1 место (1983, 1984, 1988, 1995), 2 место (1987), 3 место (1986) - Спартакиада народов СССР в личном зачёте — 1 место (1983), 3 место (1986) в командном зачёте — 1 место (1983), 2 место (1986) | На международных соревнованиях Юниорские соревнования ЛЧМЮ — 13 место (1980) Взрослые соревнования ЛКЧ —7 место (1990) КЧМ — 7 место (1982, 1983) ПЧМ — 7 место в ½ финала (1989, 1993-участие только в ¼ финала), 6 место в ½ финала (1990, 1991, 1992-участие только в ¼ финала) ЛЧМ —14 место в континентальном финале (1982, 1983), 10 место в континентальном ¼ финала (1984, 1993), 15 место в континентальном ½ финала (1985), 12 место в континентальном ½ финала (1986), 17 место в континентальном ¼ финала (1987), 11 место в континентальном ¼ финала (1988), 7 место в континентальном финале (1989), 11 место в континентальном ½ финала (1990), 16 место в мировом ½ финала (1991), 9 место в континентальном ¼ финала (1992), 12 место в отборочном соревновании (1994) Гран-При Челлендж 1996: 5 место в континентальном финале Гран-При Челлендж 1997: 5 место в континентальном ¼ финала Спидвей на траве и длинный трек ЛЧМ (д) — 11 место в 1/2 финала (1993) ЛЧЕт — 1 место (1990) , 14 место (1992) |  |

## Память
В память о гонщике в Оструве ежегодно проводятся Мемориал Рифа Саитгареева либо заезды его памяти.
| Год  | Победитель            | Второе место          | Третье место          |
| 1996 | Роман Янковский       | Пётр Протасевич       | Томаш Байерский       |
| 1997 | Адам Файфер           | Пётр Протасевич       | Яцек Кжижаняк         |
| 1998 | Кшиштоф Цегельский    | Адам Лабендзкий       | Павел Ленцкий         |
| 2000 | Рафал Добруцкий       | Роберт Косьцеха       | Анджей Хуща           |
| 2001 | Роберт Дадос          | Себастьян Уламек      | Славомир Драбик       |
| 2002 | Яцек Кжижаняк         | Роберт Савина         | Себастьян Уламек      |
| 2003 | Роберт Дадос          | Кшиштоф Стояновский   | Томаш Енджеяк         |
| 2004 | Мариуш Венгжик        | Пётр Дым              | Веслав Ягусь          |
| 2005 | Себастьян Уламек      | Михал Щепаняк         | Марцин Ремпала        |
| 2006 | Дамиан Балинский      | Михал Щепаняк         | Лукаш Янковский       |
| 2007 | Ники Педерсен         | Себастьян Уламек      | Петер Карлссон        |
| 2008 | Михал Щепаняк         | Роберт Мисковяк       | Давид Рууд            |
| 2010 | Андрей Кудряшов       | Славомир Муселяк      | Кори Гэзеркол         |
| 2012 | Петер Карлссон        | Нильс К. Иверсен      | Лукаш Сувка           |
| 2013 | Лукаш Сувка           | Никлас Порсинг        | Николай Б. Якобсен    |
| 2014 | Камиль Адамчевский    | Артур Чая             | Лукаш Сувка           |
| 2015 | Патрик Дудек          | Кристиан Пищек        | Себастьян Уламек      |
| 2016 | Патрик Дудек          | Бартош Змарзлик       | Мацей Яновский        |
| 2017 | Андрей Кудряшов       | Григорий Лагута       | Бартош Змарзлик       |
| 2018 | Россия 47:43 Острувия | Россия 47:43 Острувия | Россия 47:43 Острувия |